# Galaxias Chaos
Il Galaxias Chaos è una struttura geologica della superficie di Marte.